# Маденієт (Жалагаський район)
Маденіє́т (каз. Мәдениет) — село у складі Жалагаського району Кизилординської області Казахстану. Адміністративний центр та єдиний населений пункт Маденієтського сільського округу.
У радянські часи село називалось Маданіят.
Населення — 1951 особа (2021; 2161 у 2009, 2538 у 1999, 3368 у 1989).